# ديف لوري (صحفي)
ديف لوري (بالإنجليزية: Dave Lowry)‏ هو صحفي أمريكي، ولد في 16 مارس 1955.